# Hasely Crawford
Hasely Joachim Crawford (ur. 16 sierpnia 1950 w San Fernando) – trynidadzko-tobagijski lekkoatleta, sprinter, pierwszy mistrz olimpijski z Trynidadu i Tobago.

## Przebieg kariery
Pochodzi z rodziny wielodzietnej (ma dziesięcioro rodzeństwa). Zaczął uprawiać lekką atletykę w wieku 17 lat. W 1970 zdobył brązowy medal w biegu na 100 metrów oraz zajął 6. miejsce w sztafecie 4 × 100 metrów na igrzyskach Brytyjskiej Wspólnoty Narodów w Edynburgu. Na igrzyskach olimpijskich w 1972 w Monachium Crawford awansował do finału biegu na 100 metrów, lecz go nie ukończył na skutek kontuzji ścięgna. Zdobył srebrny medal w biegu na 100 metrów na igrzyskach panamerykańskich w 1975 w Meksyku.
Na igrzyskach olimpijskich w 1976 w Montrealu Crawford wygrał bieg na 100 metrów przed Donem Quarrie z Jamajki. Awansował również do finału biegu na 200 metrów, ale doznał urazu pachwiny i ukończył bieg idąc.
Wygrał bieg na 100 metrów na mistrzostwach Ameryki Środkowej i Karaibów w 1977 w Xalapa-Enríquez, a także zwyciężył w sztafecie 4 × 100 metrów na igrzyskach Ameryki Środkowej i Karaibów w 1978 w Medellín. W tym samym roku zdobył srebrny medal w sztafecie 4 × 100 metrów oraz brązowy medal w biegu na 100 metrów na  igrzyskach Wspólnoty Narodów w Edmonton. Startował na igrzyskach olimpijskich w 1980 w Moskwie w biegu na 100 metrów, ale odpadł w ćwierćfinale, a w 4 × 100 metrów w przedbiegach. Odpadł w półfinale biegu na 100 metrów na igrzyskach Wspólnoty Narodów w 1982 w Brisbane. Na igrzyskach olimpijskich w 1984 w Los Angeles odpadł w ćwierćfinale biegu na 100 metrów. Na wszystkich czterech igrzyskach olimpijskich, w których brał udział, był chorążym reprezentacji Trynidadu i Tobago podczas ceremonii otwarcia.
Był mistrzem Trynidadu i Tobago w biegu na 100 metrów w 1972, 1975, 1976, 1979 i 1980, a także w biegu na 200 metrów w 1976. W swojej ojczyźnie był uwieczniony na znaczkach pocztowych. Jego imię nosi stadion sportowy w Port-of-Spain.

## Rekordy życiowe
źródło:
- 100 m – 10,06 s. (1976)
- 200 m – 20,2 s. (1976)